# Falcileptoneta asuwana
Falcileptoneta asuwana är en spindelart som först beskrevs av Nishikawa 1981.  Falcileptoneta asuwana ingår i släktet Falcileptoneta och familjen Leptonetidae. Inga underarter finns listade i Catalogue of Life.